# NGC 1316

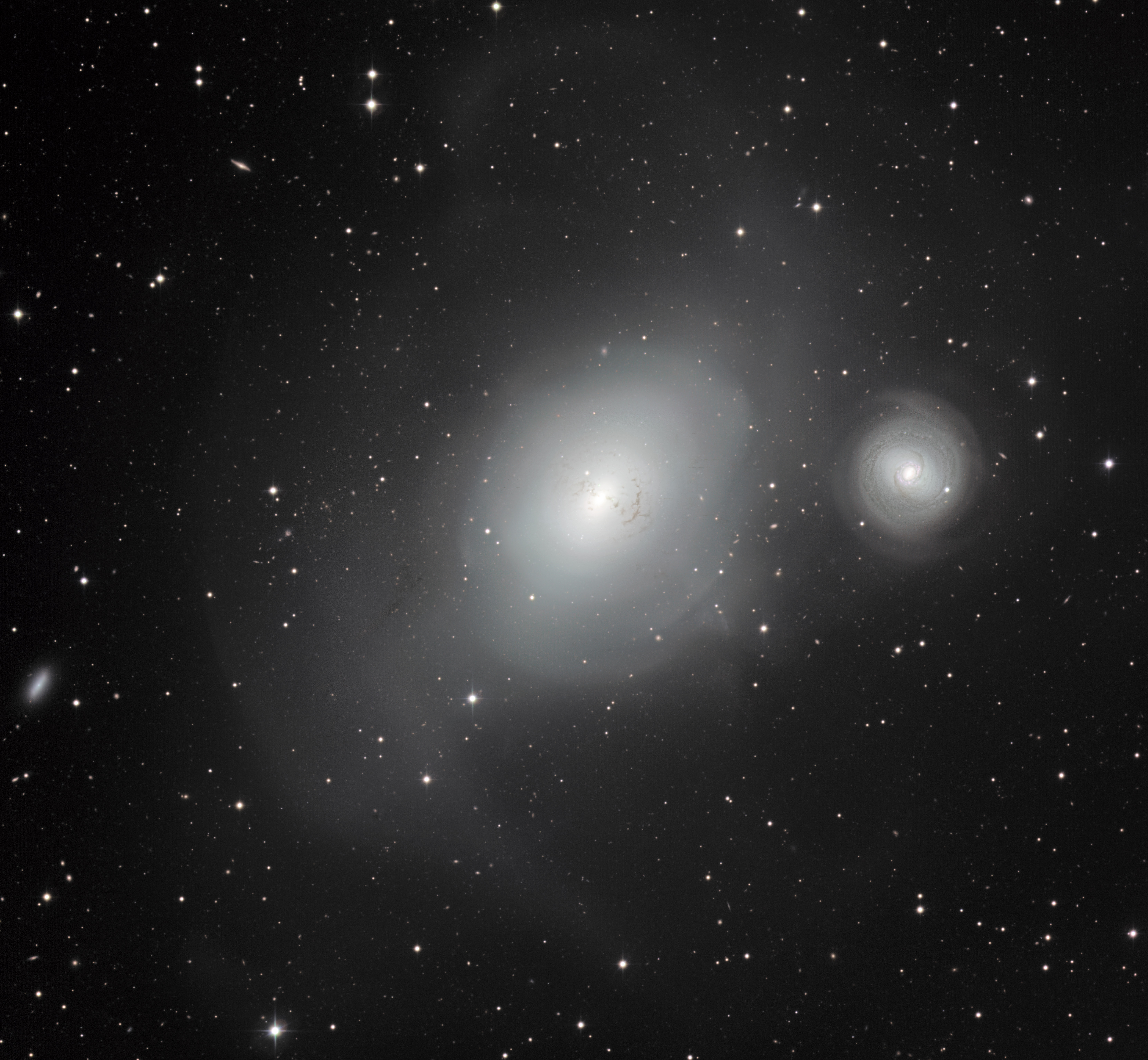
NGC 1316 (links) en NGC 1317

NGC 1316 (ook wel Fornax A) is een lensvormig sterrenstelsel in het sterrenbeeld Oven. Het hemelobject ligt ongeveer 65 miljoen lichtjaar van de Aarde verwijderd en werd op 2 september 1826 ontdekt door de Schotse astronoom James Dunlop. NGC 1316 is een sterke radiobron en wordt als sterkste bron in het sterrenbeeld Oven ook Fornax A genoemd. 
Het sterrenstelsel bevindt op 6' van NGC 1317, wat relatief dichtbij is, en waarmee het interacties aangaat. Vanaf de Aarde gezien ligt het in de buurt van drie andere sterrenstelsels, namelijk NGC 1316A, NGC 1316B en NGC 1316C. NGC 1316 maakt deel uit van de kleine Fornaxcluster, die 58 sterrenstelsels bevat.
In het sterrenstelsel zijn meerdere supernovas waargenomen:
- SN 1980N typ Ia
- SN 1981D typ Ia
- SN 2006dd
- SN 2006mr

## Synoniemen
- Fornax A
- GC 697
- IRAS 03208-3723
- Arp 154
- ESO 357-22
- h 2527
- MCG -6-8-8
- PGC 12651
- SGC 032047-3723.2
- FCC 21
- AM 0320-372
- Dun 548